# 토마스 헤나키스
토마스 헤나키스(그리스어: Θωμάς Ξενάκης, 1875년 3월 30일 ~ 1942년 7월 7일)는 그리스의 체조 선수이다. 그는 아테네에서 열린 1896년 하계 올림픽에 참가했다.
그는 그리스에서 태어났으며 미국의 오렌지에서 사망했다.
헤나키스는 로프등반 경기에 참가했다. 그와 팀동료인 니콜라오스 안드리아코풀로스는 꼭대기인 14m까지 오른 선수였다. 헤나키스가 14m를 오르는 데에 걸릴 시간은 알 수 없지만 안드리아코풀로스가 기록한 23.4초 보다는 늦는다.
그는 단체 평행봉 종목에서 그리스 체조 팀 선수 자격으로 출전, 은메달을 손에 넣었다.